# Cheap Trick
A Cheap Trick (szó szerinti magyar fordításban: „Olcsó trükk”) amerikai hard rock/power pop együttes, melyet Robin Zander alapított 1973-ban az Illinois állambeli Rockfordban. 

## Története
Az együttes elődje 1961-ben alakult, akkor még egészen más felállással. 1978-ban már több albumot is kiadtak és turnéztak is. A zenekar azóta is sikeresen működik. Nevük onnan származik, hogy a zenekar látta az angol Slade együttes koncertjét, és a tagok a következő mondattal illették a koncertet: "they used every cheap trick in the book" (jelentése: "az összes elképzelhető olcsó trükköt felhasználták/bevetették"). 2016-ban beválasztották az együttest a Rock and Roll Hall of Fame-be. A VH1 100 legnagyobb hard rock előadó-listáján a 25. helyen szerepel. Az 1979-es Cheap Trick at Budokan koncertlemezük szerepel az "1001 lemez, amit hallanod kell, mielőtt meghalsz" című könyvben.

## Zenei stílusuk
A Cheap Trick stílusa általánosságban a hard rock/power pop/rock and roll stílusokba sorolható, de ezek mellett időnként más műfajokban is játszottak. Az első nagylemezükön hallható "He's a Whore" című dal punk stílusú,  a "One on One" lemezük inkább a glam metal, new wave és aréna rock stílusokba tartozik (1988-tól 1990-ig az együttes albumai inkább a glam metal stílusban készültek), míg 2017-es "Christmas Christmas" című albumukon karácsonyi dalokat dolgozott fel az együttes, hard rock/power pop stílusban.

## Tagok

### Jelenlegi tagok
- Robin Zander – ének, gitár
- Rick Nielsen – gitár, zongora
- Tom Petersson – basszusgitár
- Bun E. Carlos – dob (1974-)[4]

### Korábbi tagok
- Randy Hogan – ének (1974)
- Pete Comita – basszusgitár (1980-1981)
- Jon Brant – basszusgitár (1981-1987)

Koncert tagok
- Magic Cristian – billentyűk, vokál (1982–1986, 2008–2011, 2013; egy alkalommal a következő években: 2002, 2012, 2014, 2015, 2016)
- Steve Walsh – billentyűk, vokál (1985)
- Mark Radice – billentyűk, vokál (1985)
- Tod Howarth – billentyűk, vokál (1986–1987, 1990–1996, 2000, 2008; 1999-ben vendég)
- Daxx Nielsen – dob (2001, 2010–)
- Robin Taylor Zander – gitár, vokál

## Diszkográfia
- Cheap Trick (1977)
- In Color (1977)
- Heaven Tonight (1978)
- Dream Police (1979)
- All Shook Up (1980)
- One on One (1982)
- Next Position Please (1983)
- Standing on the Edge (1985)
- The Doctor (1986)
- Lap of Luxury (1988)
- Busted (1990)
- Woke Up with a Monster (1994)
- Cheap Trick (1997)
- Special One (2003)
- Rockford (2006)
- The Latest (2009)
- Bang, Zoom, Crazy... Hello (2016)
- We're All Alright! (2017)
- Christmas Christmas (2017)
- In Another World (2021)